# Robin Hood (2010)
Robin Hood (bra/prt: Robin Hood) é um filme britano-estadunidense de 2010, dos gêneros aventura e drama de ação, dirigido por Ridley Scott, com roteiro de Brian Helgeland, Ethan Reiff e Cyrus Voris baseado na lenda de Robin Hood.

## Sinopse
Em 1199, Robin Longstride (Russel Crowe), um arqueiro que participou das Cruzadas a serviço do rei Ricardo Coração de Leão (Danny Huston), é condenado por repreender as decisões do rei quanto à guerra e foge ao lado de João Pequeno (Kevin Durand), Will Scarlett (Scott Grimes) e Allan A'Dayle (Alan Doyle) para a Inglaterra. No caminho, eles confrontam Sir Godfrey (Mark Strong), um soldado inglês leal à França, que recebeu do rei Filipe 2.º (Jonathan Zaccai) a missão de matar Ricardo, sem saber que ele já está morto.
Após escaparem de Sir Godfrey, Robin e seus homens decidem roubar as armaduras de nobres ingleses mortos pelo soldado. Um deles, Robert Loxley (Douglas Hodge), pede a Robin que entregue sua espada para seu pai, Sir Walter (Max von Sydow). Robin concorda e, usando a identidade de Loxley, chega ao vilarejo de Nottingham, onde descobre que, com a morte de Richard, seu irmão mais novo, o Príncipe John (Oscar Isaac), tornou-se Rei e ordenou que Sir Godfrey e o Xerife de Nottingham (Matthew Macfayden) coletem impostos injustos ao povo. O que ele não sabe é que Godfrey pretende manipular a indignação dos cidadãos de Nottingham e iniciar uma Guerra Civil na Inglaterra com o objetivo de permitir que o exército Francês invada e domine o país.
Em Nottingham, Robin conhece Sir Walter e a viúva de Robert Loxley, Lady Mary (Cate Blanchett). Os dois eventualmente se apaixonam. Robin continua se passando por Loxley a pedido de Sir Walter para impedir que as terras da família sejam tomadas pelo Rei. Robin e seus homens também começam a roubar de volta os impostos coletados por Sir Godfrey, roubando dos ricos para dar aos pobres.
Os planos de Sir Godfrey são descobertos pelos Barões do Norte da Inglaterra, que informam o Rei John. Enfurecido, John reúne seus exércitos, sob o comando de Robin, cuja verdadeira identidade é revelada, para confrontar Godfrey e os exércitos Franceses invasores na Praia de Dover. Após uma violenta batalha, os Franceses são derrotados e Robin mata Godfrey alvejando-o no pescoço com uma flecha, após este matar Sir Walter e tentar matar Malu.
Quando os franceses rendem-se a Robin e não a ele, o Rei John percebe que Robin representa uma ameaça e trai Robin, recusando-se a assinar o Tratado da Floresta que iria dar fim aos injustos impostos e declarando Robin um fora-da-lei. Em retaliação, Robin, Marion e seus amigos escondem-se na Floresta de Sherwood, onde Robin adota a identidade de "Robin Hood" e jura continuar roubando dos ricos para dar aos pobres.

## Elenco

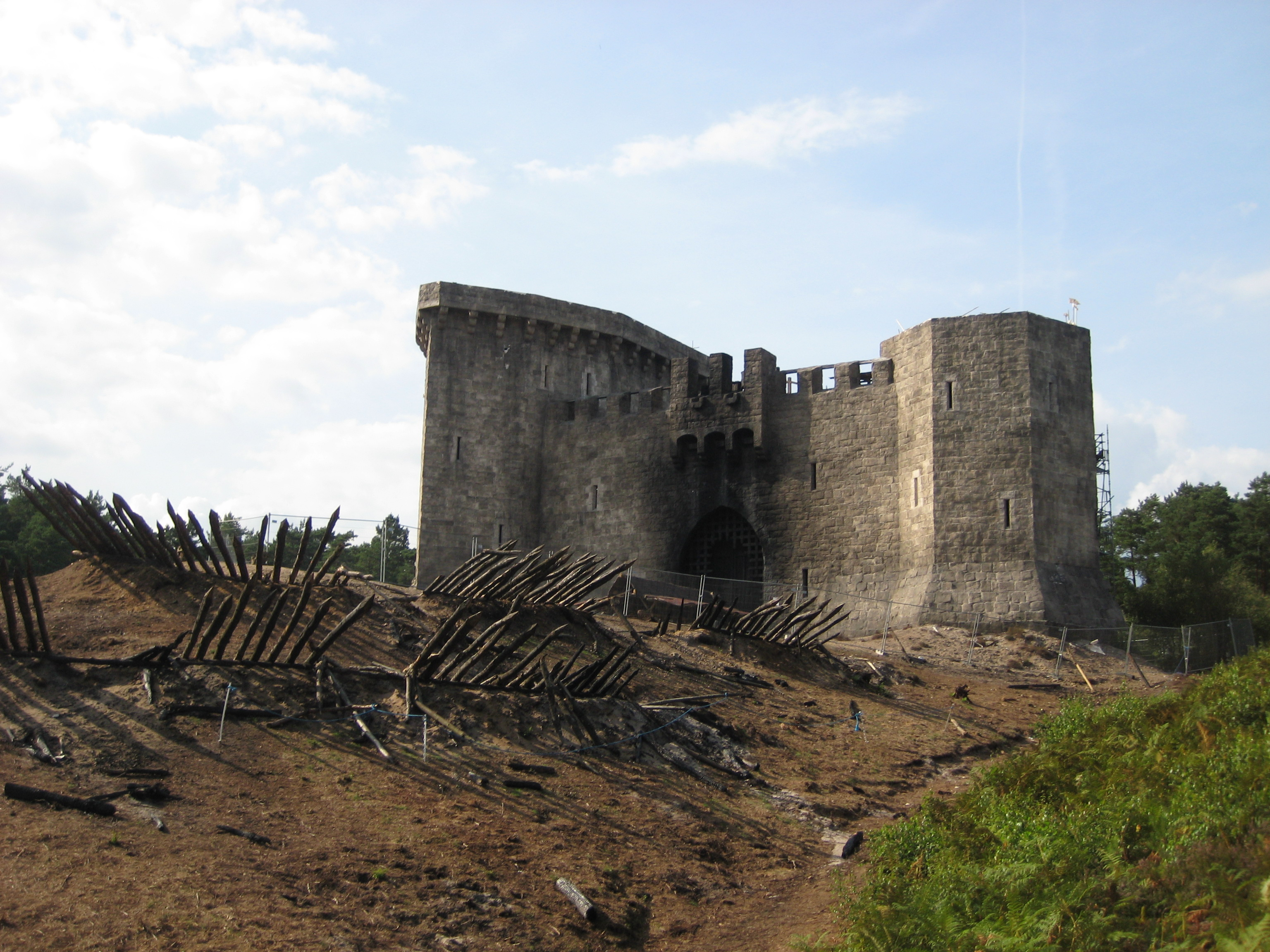
Fachada de castelo construída para o filme

- Russell Crowe como Robin Longstride / Robin Hood, um arqueiro de bom coração que se envolve em uma grande luta. Isto marca a quinta colaboração de Crowe com Scott.[carece de fontes?]
- Cate Blanchett como Lady Marion, a viúva de temperamento forte, inteligente de Sir Robert Loxley. Ela se torna interesse amoroso de Robin Hood. Marion assume a responsabilidade de gerir propriedade e magras colheitas de seu envelhecido padrasto de uma situação dificultada por uma Igreja antipática, o Xerife ganancioso e lascivo de Nottingham, e as crianças em fuga recorrentes na floresta de Sherwood, que frequentemente atacam os armazéns de grãos em Peperharrow. Sienna Miller foi lançada originalmente no elenco, mas foi retirada da produção.[5]
- Mark Strong como Sir Godfrey, capanga de João 1.º. Godfrey é retratado como cruel, implacável, e diabolicamente inteligente. Embora ele sirva a João, ele pretende aliar-se com os franceses e tomar o poder para si mesmo.[6] Quando entrevistado em novembro de 2008, Strong declarou que o personagem foi originalmente chamado Conrad e foi baseado em Guy de Gisbourne. Ele descreveu o personagem original como tendo cabelos loiros e uma desfiguração causada por uma flecha.[7]
- Oscar Isaac como João 1.º, o irmão mais novo de Richard. Vaidoso, egoísta e de temperamento forte, ele é, no entanto, corajoso, auto-confiante, e sombriamente carismático.[6]
- Mark Lewis Jones como Thomas Longstride, o pai de Robin, que era pedreiro e filósofo.
- Mark Addy como Frade Tuck
- William Hurt como Guilherme Marechal, 1.º Conde de Pembroke[8]
- Danny Huston como Ricardo Coração de Leão
- Eileen Atkins como Leonor da Aquitânia, mãe de King Richard e King John. Ela não faz segredo de amar mais Richard que John e ela e John têm uma antagônica relação como resultado. Vanessa Redgrave foi lançada originalmente para o papel, mas desistiu após a morte de sua filha, a atriz Natasha Richardson.[9]
- Max von Sydow como Sir Walter Loxley
- Jonathan Zaccaï como Filipe 2.º da França
- Matthew Macfadyen como o Xerife de Nottingham[10]
- Kevin Durand como João Pequeno[11]
- Léa Seydoux como Isabel de Angoulême, a sobrinha do rei francês a quem John se casa após anular seu primeiro casamento para procriar um herdeiro e ganhar uma reivindicação ao trono francês. Ela e John tem um relacionamento amoroso e afetuoso, apesar de sua auto-absorção.[6]
- Scott Grimes como Will Scarlet.[11]
- Alan Doyle as Allan A'Dayle; companheiro arqueiro e menestrel de Robin Hood, Doyle colaborou com Crowe no álbum My Hand, My Heart.[12]
- Douglas Hodge como Sir Robert Loxley
- Denis Menochet como Adhemar
- Velibor Topic como Belvedere
- Jessica Raine como Isabel of Gloucester, a primeira esposa de John a quem se divorciou.

## Produção
O filme começou a ser desenvolvido em 2007 com o interesse de Crowe em viver o papel, do qual era fã desde criança. Entretanto, como se encontrava acima do peso, a Universal Pictures enviou um preparador físico da NBA até a Austrália para colocá-lo em forma. Ele passou quatro meses treinando com arco e flecha até ser capaz de acertar um alvo a 45m de distância.
A atriz Vanessa Redgrave estava contratada para fazer o papel de Eleonora de Aquitânia, mas deixou o filme por causa da morte de sua filha, a atriz Natasha Richardson.

## Recepção
O filme foi muito criticado internamente na Universal, já que este não alcançou o retorno esperado para seus custos de $200 milhões de dólares. Robin Hood teve $105,269,730 de bilheteria doméstica nos EUA e $311,639,748 no mundo, o que indica um desempenho fraco no que diz a respeito da arrecadação doméstica e mais fraca ainda na mundial. Robin Hood 2010 rendeu $36,063,385 no seu fim de semana de estreia nos EUA.

## Críticas
- Russell Crowe recebeu críticas da mídia britânica por seu sotaque variável durante o filme. A revista Empire escreveu que seu sotaque era ocasionalmente escocês, enquanto em alguns momentos soava como irlandês.[18]
- Roger Ebert do Chicago Sun-Times deu ao filme duas estrelas de 4[19]
- Joe Neumaier do New York Daily News deu ao filme três de cinco estrelas, escrevendo que "o resultado era apenas mediano".[20]

### Prêmios
| Ano  | Prêmio                     | Categoria                      | Resultado                   |
| ---- | -------------------------- | ------------------------------ | --------------------------- |
| 2011 | People's Choice Award      | Favourite Actloolknmbbion Film | Indicado[carece de fontes?] |
| 2011 | Screen Actors Guild Awards | Melhor Elenco de Dublês        | Indicado[carece de fontes?] |
| 2011 | Teen Choice Awards         | Teen Choice Awards             | Indicado[carece de fontes?] |

## Trilha sonora
A trilha sonora de Robin Hood, com a música escrita e interpretada por Marc Streitenfeld, foi lançado em 11 de maio de 2010.
| N.º            | Título                    | Duração |  |
| 1.             | "Destiny"                 | 3:36    |  |
| 2.             | "Creatures"               | 2:09    |  |
| 3.             | "Fate Has Smiled Upon Us" | 2:02    |  |
| 4.             | "Godfrey"                 | 3:32    |  |
| 5.             | "Ambush"                  | 1:16    |  |
| 6.             | "Pact Sworn in blood"     | 2:52    |  |
| 7.             | "Returning the Crown"     | 1:13    |  |
| 8.             | "Planting the Fields"     | 1:18    |  |
| 9.             | "Sherwood Forest"         | 2:19    |  |
| 10.            | "John Is King"            | 4:02    |  |
| 11.            | "Robin Speaks"            | 2:33    |  |
| 12.            | "Killing Walter"          | 2:02    |  |
| 13.            | "Nottingham Burns"        | 2:12    |  |
| 14.            | "Siege"                   | 2:11    |  |
| 15.            | "Landing of the French"   | 2:49    |  |
| 16.            | "Walter's Burial"         | 3:05    |  |
| 17.            | "Preparing for Battle"    | 2:41    |  |
| 18.            | "Charge"                  | 1:20    |  |
| 19.            | "Clash"                   | 2:41    |  |
| 20.            | "The Final Arrow"         | 2:30    |  |
| 21.            | "The Legend Begins"       | 1:28    |  |
| 22.            | "Merry Men"               | 1:48    |  |
| Duração total: | Duração total:            | 51:39   |  |

## Sequências
Ridley Scott indicava que ele estava considerando mais filmes de Robin Hood, em uma entrevista ao The Times, em 4 de abril de 2010, afirmando: "Honestamente, eu pensei por que não têm o potencial para uma sequência?"  e, "Digamos que pode presumir que há uma sequência". Na estreia mundial em Cannes, Russell Crowe declarou que estava disposto, "se eu tivesse a oportunidade de abordar o que acontece com Ridley e Cate, então ótimo, vamos fazê-lo".